# Арно Бабаджанян
Арно Бабаджанян (на арменски: Առնո Բաբաջանյան) е арменски пианист, музикант и композитор от съветската ера.

## Биография
Бабаджанян е роден в Ереван, Арменска ССР. На 5 години с изявения си музикален талант композиторът Арам Хачатурян предлага момчето да бъде сериозно музикално образовано. Две години по-късно, през 1928 година, 7-годишният Бабаджанян влиза в Консерваторията в Ереван, а през 1938 година заминава да учи в Московската консерватория с Висарион Шебалин.
По-късно се завръща в Ереван и в периода 1950 – 1956 г. преподава в Консерваторията. През този период и композира активно. Създава Трио за пиано в f# минор, с което получава широка популярност и което се счита за едно от най-силните му произведения. През 1971 г. получава званието Народен артист на Съветския съюз.
Като композитор Бабаджанян твори в различни стилове, пише много поп песни с поета Евгени Евтушенко и Роберт Рождественски. Голяма част от музиката му е свързана с арменски фолклорни мотиви и различни стилове – от Сергей Рахманинов до Арам Хачатурян. По-късните му творби са силно повлияни от Сергей Прокофиев и Белла Барток. Признат е от Дмитрий Шостакович за „брилянтен учител по пиано“.
Често на концерти сам изпълнява творбите си на пиано.

## Основни творби

### Творби за пиано

#### за пиано соло
- Prelude (1938?)
- Vagharshapat dance (1943)
- Impromptu (1944)
- Polyphonic sonata (1946)
- Capriccio (1951)
- Six pictures (1963 – 64)
- Poem (1965)
- Meditation (1969?)
- Melody and Humoresque (1970)
- Elegy (1978)

#### за две пиана
(съвместно с Александър Арутюнян)
- Dance (early 1940s)
- Armenian Rhapsody (1950)
- Festive (1960)

### Творби за два соло инструмента и пиано
- Violin sonata (1958)
- Air and Dance for Cello (1961)

### Други творби
- String quartet № 1 (1938)
- String quartet № 2 (1947?)
- Piano trio (1952)
- String quartet № 3 (1976)

### Оркестрални творби
- Poem-rhapsody (1954)
- March of the Soviet Police (1977)

#### Концерти
- Piano concerto (1944)
- Violin concerto (1948)
- „Heroic ballade“ за пиано и оркестър (1950)
- Cello concerto (1962)

#### Балетни пиеси
- „Parvana“ (Парвана) (1954 – 56; незавършена, може би изгубена)
- Pas-de-deux (Па-де-де)
- „Stellar symphony“ (Звездная симфония) (early 1960s)
- „Umbrellas“ (Зонтики)
- „Sensation“ (Сенсация)

#### За сценичен оркестър
- Armenian Lipsi
- Rhythmic dance
- In Karlovy Vary
- Come to Yerevan
- Festive Yerevan
- Nocturne (Концерт за пиано и оркестър) (1980)
- Dreams (Концерт за пиано и оркестър) (1982)

### Филмова музика
- Looking for the addressee (1955)
- Path of thunder (Тропою грома) (1956)
- Personally known (Лично известен) (1957)
- Song of the first love (Песня первой любви) (1958)
- Groom from another world (Жених с того света) (1958)
- Bride from the North (Невеста с севера) (1975)
- My heart is in the Highlands (В горах мое сердце) (1975)
- Baghdasar's divorce (Багдасар разводится с женой) (1976)
- Chef contest (Приехали на конкурс повара) (1977)
- The flight starts from the Earth (Полет начинается с земли) (1980)
- The mechanics of happiness (Механика счастья) (1982)

### Песни (над 200 общо; селекция)
- Nocturne („Ноктюрн“)
- Give me my music back („Верни мне музыку“)[2]
- Beauty queen („Королева красоты“)
- Wedding („Свадьба“)
- Best city in the world („Лучший город Земли“)

- Grateful to you („Благодарю тебя“)
- The devil's wheel („Чертово колесо“)
- Heart on snow („Сердце на снегу“)
- The blue taiga („Голубая тайга“)
- Dum spiro, spero (Пока я помню, я живу)

## Призове и награди
- 1935 – Две награди за две песни, посветени на 15 години от създаването на Съветска Армения
- 1937 – Първо място за най-добро изпълнение на вариации на Александър Глазунов
- 1939 – Първо място за най-добро изпълнение на творби от съветски композитори
- 1945 – Медал
- 1945 – Медал
- 1947 – Второ място за три пиеси за пиано на Първия студентски фестивал в Прага
- 1951 – Трето място в Наградата на Сталин за героична балада за пиано и оркестър
- 1953 – Второ място за песен в Будапеща
- 1956 – Орден Червен флаг
- 1956 – Бележит артист на Арменска ССР
- 1962 – Народен Артист на Арменска ССР
- 1967 – Награда за „6 картини“ за соло пиано
- 1971 – Народен Артист на СССР
- 1973 – Най-добър композитор – 2 място, Музикален фестивал Токио
- 1973 – Почетен гражданин на Тексас
- 1981 – Медал Ленин
- 1983 (посмъртно) – Държавна награда за музиката от филма „Механика на щастието“

Малката планета 9017 Бабаджанян е наречена на негово име.